# Ruo Shui
Il Ruo Shui (弱水S, Acqua debole), noto anche come Hei He (黑河S, Fiume Nero) nel suo corso più montano, è un fiume che scorre nella parte settentrionale della Repubblica Popolare Cinese. Coi suoi 152.606 km² è il secondo bacino endoreico cinese, dopo quello del Tarim. Origina nel Qilian Shan, attraversa le province cinesi di Qinghai, Gansu e Mongolia Interna, transitando anche per il centro di Zhangye e conclude la sua corsa nell'effimero Lago Juyan, al confine occidentale del Deserto di Badain Jaran.
Posto a cavallo del Corridoio di Hexi, fra l'Altopiano del Tibet ed il Deserto del Gobi, ha una notevole importanza storica per lo sviluppo dei commerci lungo la Via della Seta. Durante il XX secolo ha conosciuto un progressivo periodo di desertificazione, dovuto agli eccessivi prelievi idrici a fini irrigui nel medio corso; a partire dal 2000, il Governo cinese ha risposto a questa emergenza implementando un piano di ricollocamento della risorsa idrica (Ecological Water Diversion Programme, EWDP).

## Storia
In passato il fiume esibiva un flusso ben maggiore di quello odierno, estendendosi in profondità nel deserto, sino all'oasi di Juyan, dove infatti sono state rinvenute le prime testimonianze di attività umana. Lo stesso termine "Juyan" ha origini unne, e si riferisce ad un luogo con abbondanti vegetazione ed acqua disponibili, adatto all'allevamento di bestiame. Numerosi studi archeologici condotti dall'inizio del XX secolo hanno portato alla luce antichi papiri ed iscrizioni che riferiscono di estese coltivazioni di grano, patate, frutta e fagioli.
Nelle zone vallive del bacino, a cavallo dell'anno Mille, era diffusa la popolazione Tangut, e la principale città era Khara-Khoto. La città fu abbandonata nel XIV secolo e più tardi (1907-09) esplorata dagli studiosi russi Grigorij Potanin e Vladimir Obručev.
Il Corridoio di Hexi, situato nelle zone intermedie del bacino, è una rete di oasi stretta fra le estremità settentrionali dell'Altopiano tibetano ed il margine occidentale del Deserto del Gobi. Questo lo rendeva un passaggio ottimale per le carovane commerciali che collegavano l'Impero cinese all'Europa. Lo sviluppo conosciuto dalle zone pedemontane del bacino si concretizzò molto preso nella fondazione, nel II secolo a.C. della città di Zhangye (che nel 2010 superava il milione di abitanti) ed un'estesa rete irrigua utilizzata ancora oggi.
L'elevato sfruttamento delle risorse naturali della zona ha portato, negli ultimi 40 anni del XX secolo, alla graduale desertificazione delle zone più vallive del bacino fluviale, con essiccamento permanente (e non più stagionale) dei laghi terminali. Nell'anno 2000, il governo cinese ha implementato un Ecological Water Diversion Programme (EWDP) volto a ripristinare l'ecosistema vallivo fissando un limite ai prelievi idrici consentiti.
Il bacino si è rivelato anche fortemente suscettibile agli effetti del riscaldamento globale, registrando nel periodo 1960-2000 un deterioramento della salute dei ghiacciai nella parte montana (decremento del 51% nella superficie coperta da ghiacciai).
Nel report 2010 del World Resources Institute, la parte montana del bacino è rientrata nella classificazione di elevato (>80%) stress idrico (ossia il rapporto fra acqua necessaria ed acqua disponibile).

## Caratterizzazione del bacino
La suddivisione fatta del bacino rispecchia le differenti dinamiche idrologiche corrispondenti ai vari contesti naturali presenti. Il grosso della popolazione è concentrata nella zona pedemontana dove sono presenti le oasi ed i consorzi agricoli.
|                    | Zona montana | Zona pedemontana | Zona valliva |
| ------------------ | ------------ | ---------------- | ------------ |
| Area               | 27.376 km²   | 25.391 km²       | 99.839 km²   |
| Popolazione (2015) | 3.169.747    | 23.869.741       | 4.053.878    |

### Zona montana
Il corso principale del fiume inizia nei monti Qilian ad una quota di 4086 m slm. Il carico di sedimento limoso attribuisce alle acque un colore scuro che, nei secoli, è valso al corso d'acqua l'appellativo di Hei (黑S), ossia Nero. L'orografia di questo tratto è ovviamente molto erta, con picchi di quota sino ai 5.544 m slm e vegetazione prevalentemente costituita da arbusti selvaggi. La maggior parte della precipitazione ricevuta annualmente dal bacino interessa quest'area, risultando nella formazione di due rami principali che confluiscono poco a nord della stazione idrometrica di Yingluo.

### Zona pedemontana
La zona pedemontana del corso è caratterizzata dalla presenza di vaste estensioni di campi coltivati, concentrati in oasi che seguono l'asta principale. La città di Zhangye, principale centro della regione, si trova in corrispondenta della grande ansa descritta dal fiume verso nord-ovest. L'elevata densità abitativa (940 ab/km² al 2015) e di campi coltivati implica un'elevata richiesta idrica, stimata a circa 2.400.000 m³/anno nel periodo 2001-2012. Questa viene principalmente soddisfatta prelevando acqua direttamente dal fiume (71%) e dal sottosuolo (29%).
Nonostante l'apporto dei corsi d'acqua drenanti il versante nord-est dei monti Qilian, il bilancio totale del fiume in questo tratto è negativo (perde più acqua di quanta non ne incameri).

### Zona valliva
Dopo la stazione idrometrica di Zhengyi, il fiume descrive una nuova ansa, percorrendo gli ultimi 400 km in direzione nord-est attraverso le propaggini occidentali del deserto di Badain Jaran. A valle della stazione idrometrica di Langxinshan il corso si separa in due entità distinte, lo Dong He (東河S, "Fiume orientale") e lo Xi He (西河S, "Fiume occidentale"). Questi terminano la propria corsa in prossimità del confine fra Cina e Mongolia, nei laghi Juyan (Orientale ed Occidentale, rispettivamente). Aldilà della fisiologica vegetazione riparia, quest'ultima parte del bacino idrografico è principalmente desertica, costituita dal conoide di deiezione creato nei millenni dal corso d'acqua e tipico dei bacini di tipo endoreico. Le elevate perdite d'acqua dovuta tanto all'infiltrazione profonda quanto all'evaporazione determinano un decremento del flusso idrico risultante nel disseccamento stagionale dei laghi terminali. L'appellativo Ruo (弱S, "Debole") è stato attribuito al fiume da varie popolazioni del passato in ragione di questa caratteristica.

### Uso del suolo

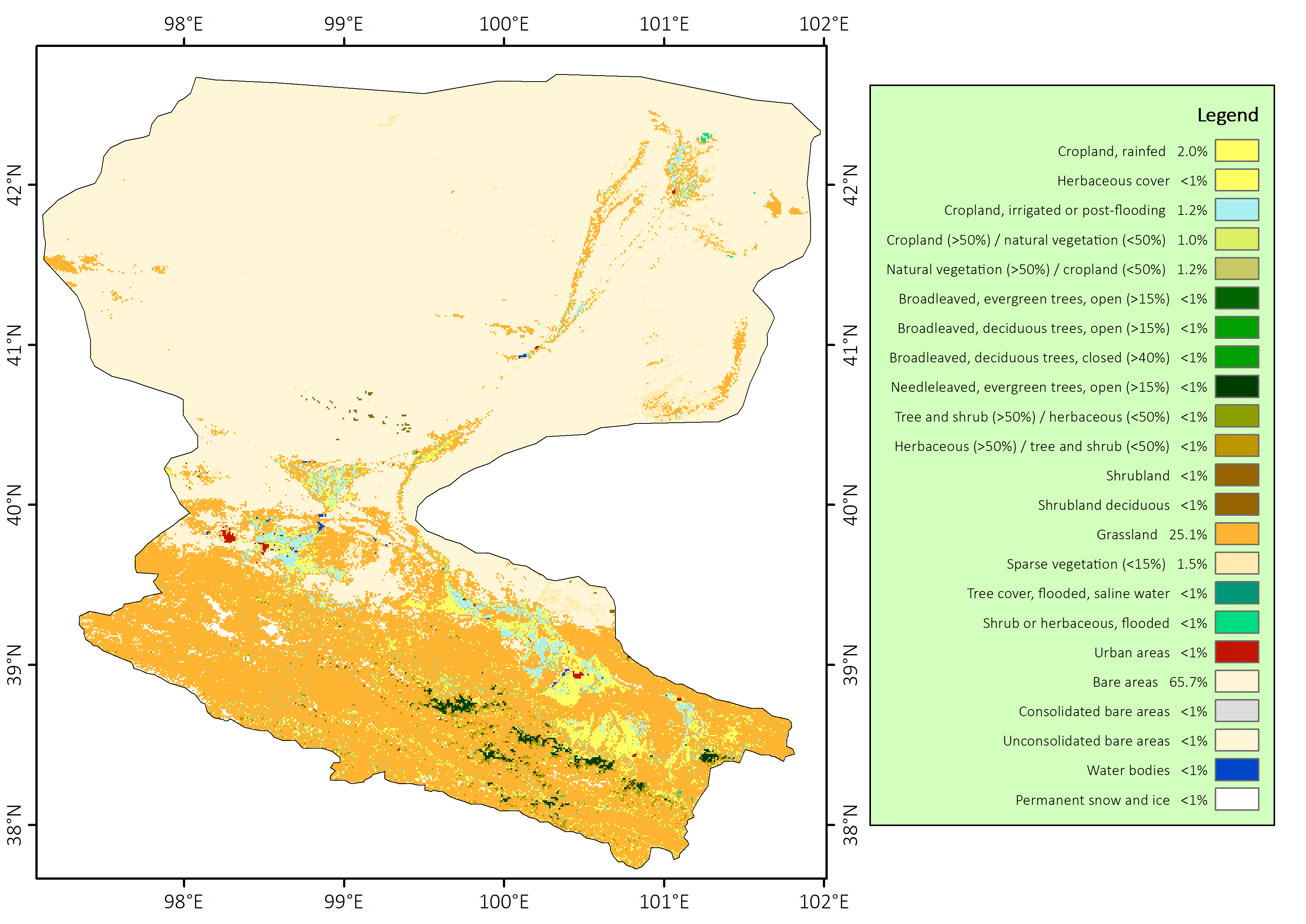
Classificazione dell'uso del suolo dello HeiHe (legenda in inglese)

Stando ai dati raccolti dalla Climate Change Initiative dell'ESA per l'anno 2012, la maggior parte della vegetazione presente nel bacino idrografico è costituita da arbusti a carattere selvaggio. Questo genere è concentrato nelle alture del bacino, mentre i campi coltivati sono soprattutto nella zona pedemontana. Il corso del fiume nella zona valliva è facilmente identificabile grazie alla presenza di vegetazione nel deserto. Questa distinzione vegetativa ha poi dei differenti effetti nella ripartizione del bilancio idrologico.

### Componenti del bilancio idrologico
L'analisi delle varie componenti del bilancio idrologico nelle tre zone principali del bacino idrografico consente di distinguere le differenti particolarità geoclimatiche.
| Dati riferiti al periodo 2001-2012 [km³/anno]               | Zona montana | Zona pedemontana | Zona valliva |
| ----------------------------------------------------------- | ------------ | ---------------- | ------------ |
| Precipitazione (pioggia e neve) P                           | 8.66         | 2.48             | 4.53         |
| Influsso superficiale Rin                                   | ---          | 2.59             | 1.10         |
| Influsso subsuperficiale Gin                                | ---          | 0.24             | 0.09         |
| Evapotraspirazione ET                                       | 5.54         | 4.28             | 5.69         |
| Deflusso superficiale Rout                                  | 3.04         | 1.10             | ---          |
| Deflusso subsuperficiale Gout                               | 0.04         | 0.04             | ---          |
| Variazione del contenuto idrico invasato nel sottobacino ΔW | +0.08        | -0.11            | +0.03        |

Il bilancio idrologico, nella sua versione più completa e riferito ad un generico sottobacino, si articola nel seguente modo: {\displaystyle \Delta W=P+R_{in}+G_{in}-ET-R_{out}-G_{out}}.
Il grosso della precipitazione interessa la zona montana del bacino, mostrando anche una correlazione positiva con la quota. I volumi di evapotraspirazione rimangono quasi invariati nonostante l'elevata differenza d'estensione fra le zone a causa della presenza di consistenti coperture vegetative nelle zone montana (gli arbusti selvaggi) e pedemontana (le coltivazioni). All'interno del termine {\displaystyle ET}, nel passaggio dalle zone vegetate (montana e pedemontana) a quella arida (valliva), il grosso del contributo si sposta dalla traspirazione all'evaporazione pura e semplice. I bilanci volumetrici, invece, mostrano segni diversi: nella zona montana l'eccesso di input rispetto agli output è attribuibile al consistente apporto di precipitazione; nella zona pedemontana le coltivazioni richiedono una grande quantità d'acqua che viene anche prelevata dal sottosuolo, producendo un eccesso di deficit idrico; nella zona valliva, infine, gli effetti positivi dell'iniziativa di ripristino idrico del governo cinese sono visibili nell'aumento medio del volume idrico invasato durante il periodo 2001-2012.

### Idrometria
Lungo il corso del fiume sono presenti una serie di diverse stazioni idrometriche. In tabella sono indicati, per ciascuna, posizione e media della portata cumulata transitante durante il periodo annuale.
| Stazione          | Codice | Lon [°E] | Lat [°N] | Volume [hm³/anno] | Serie temporale | Zona        |
| ----------------- | ------ | -------- | -------- | ----------------- | --------------- | ----------- |
| Qilian            | QL     | 100.23   | 38.20    | 457               | 1968-2010       | Montana     |
| Zhamashenke       | ZM     | 99.98    | 38.23    | 716               | 1957-2010       | Montana     |
| Yingluoxia        | YL     | 100.18   | 38.82    | 1584              | 1945-2012       | limite      |
| Ponte sull'Hei He | HB     | 100.38   | 39.02    | n/a               | n/a             | Pedemontana |
| Gao'ai            | GA     | 100.40   | 39.13    | 1034              | 1977-2010       | Pedemontana |
| Pingchuan         | PC     | 100.10   | 39.99    | n/a               | n/a             | Pedemontana |
| Zhengyixia        | ZY     | 99.42    | 39.79    | 1017              | 1957-2012       | limite      |
| Shaomaying        | SM     | 99.96    | 40.75    | n/a               | n/a             | Valliva     |
| Langxinshan       | LX     | 100.36   | 41.08    | n/a               | n/a             | Valliva     |
| Lago di Juyan     | JY     | 101.11   | 42.21    | n/a               | n/a             | Valliva     |

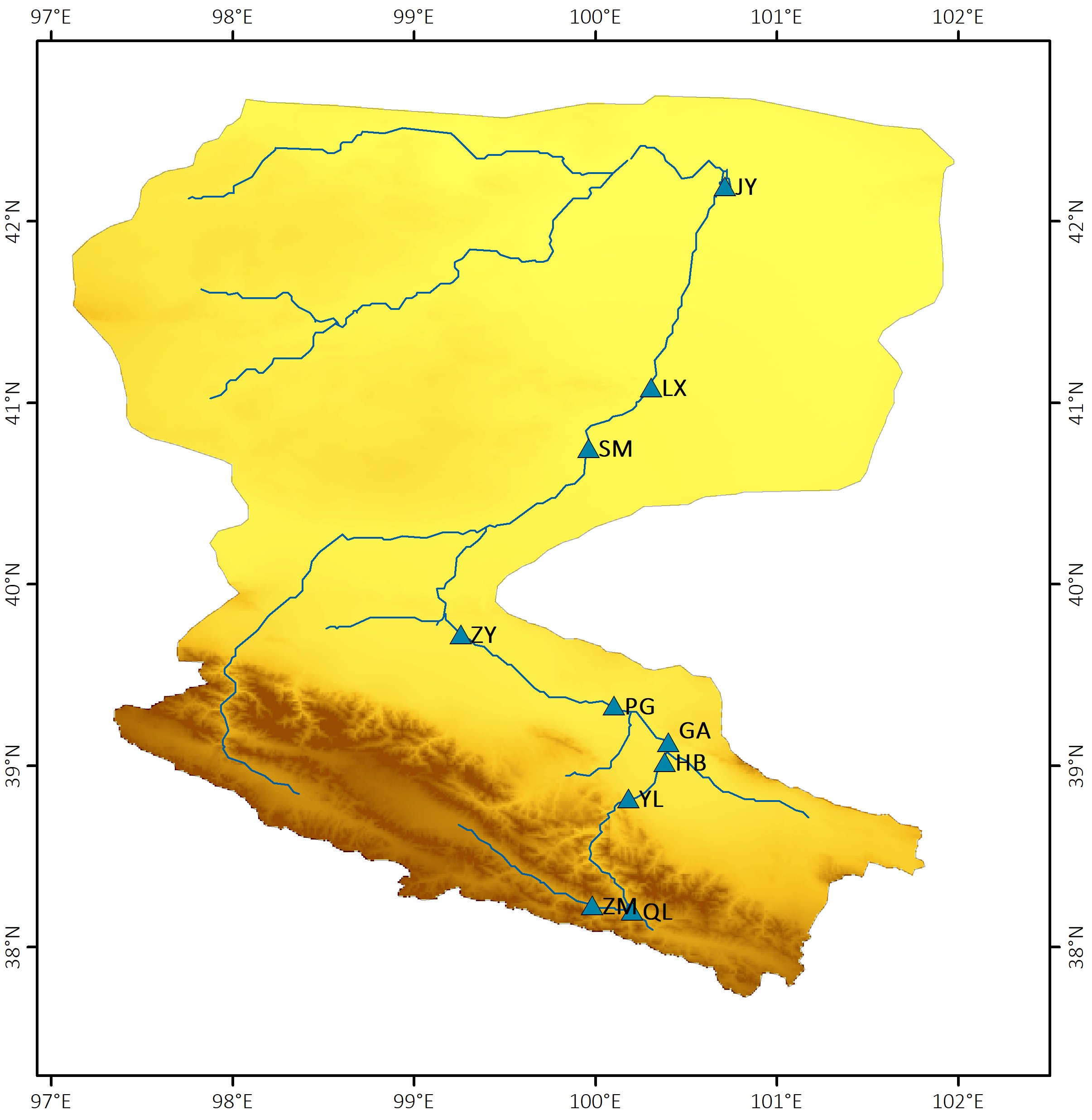
Mappa delle stazioni idrometriche lungo lo HeiHe

Seguendo i valori disponibili di portata lungo l'asta fluviale, si nota un accrescimento del flusso nella fase montana (fino a Yingluoxia) seguito da valori progressivamente minori nella fase pedemontana. Questa diminuzione è il risultato del bilancio fra gli affluenti provenienti dal versante nord-est del Qilian Shan e gli ingenti prelievi idrici relativi alla zona di campi coltivati.